# 蒙绍韦 (卡尔瓦多斯省)
蒙绍韦（法語：Montchauvet，法語發音：[mɔ̃ʃovɛ] ⓘ）是法国卡尔瓦多斯省的一个旧市镇，属于维尔区。2016年，蒙绍韦与临近的19个市镇合并为新市镇苏勒夫尔昂博卡日。

## 地理
蒙绍韦（48°56'36"N, 0°44'20"W）面积18.21 平方千米，位于法国诺曼底大区卡爾瓦多斯省，该省份为法国西北部沿海省份，北濒大西洋英吉利海峡，东北与滨海塞纳省以海上边界相接，东临厄尔省，南至奧恩省，西与芒什省接壤。
与蒙绍韦接壤的市镇（或旧市镇、城区）包括：勒贝尼博卡日、当武-拉费里耶尔、埃特里、拉西、勒梅尼勒欧祖夫、蒙塔米、蒙尚、圣夏尔德佩尔西、圣让勒布朗、圣皮埃尔塔朗泰讷、苏勒夫尔昂博卡日。
蒙绍韦的时区为UTC+01:00、UTC+02:00（夏令时）。

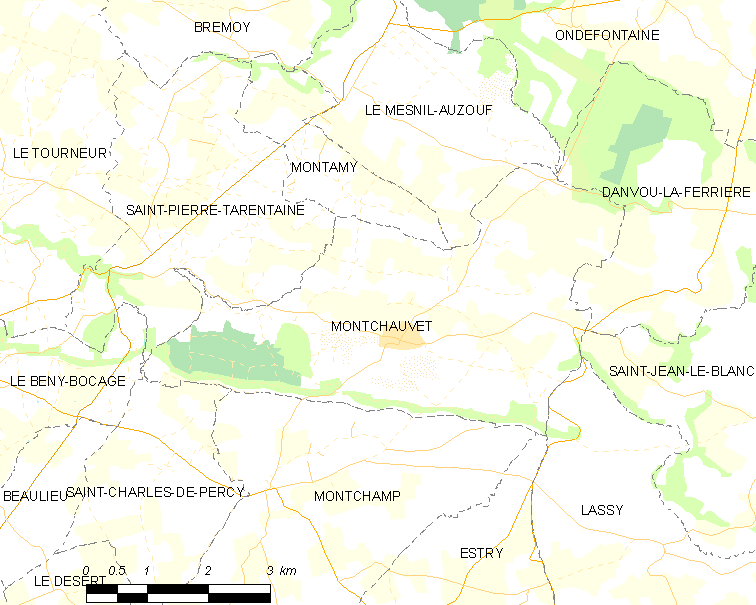
蒙绍韦的OSM定位图

## 行政
蒙绍韦的邮政编码为14350，INSEE市镇编码为14443。

## 政治
蒙绍韦所属的省级选区为诺曼底地区孔代县。

## 人口

1962-2008年间蒙绍韦人口变化图示

蒙绍韦于2018年1月1日时的人口数量为381人。